# Códice emilianense 60
El Códice emilianense 60 (en latín: Codex Aemilianensis 60, abreviado, Em. 60 RAH) es un manuscrito facticio escrito en latín medieval que fue elaborado dentro del scriptorium del monasterio de San Millán de la Cogolla, en las tierras riojanas del antiguo reino de Pamplona, durante el siglo IX más conocido por algunas anotaciones marginales (marginalia) en lenguas vernáculas fechadas en el siglo X o en el siglo XI que han sido, y son, ampliamente estudiadas y denominadas como Glosas emilianenses; en varias ocasiones, por metonimia, recibe esta denominación todo el manuscrito.
El manuscrito original se conserva desde 1850 en la Biblioteca de la Real Academia de la Historia (con la actual signatura Cód. 60, antiguamente F 228). Hasta la desarmotización se había conservado en el monasterio de San Millán de la Cogolla pasando después a Burgos hasta su llegada a Madrid.

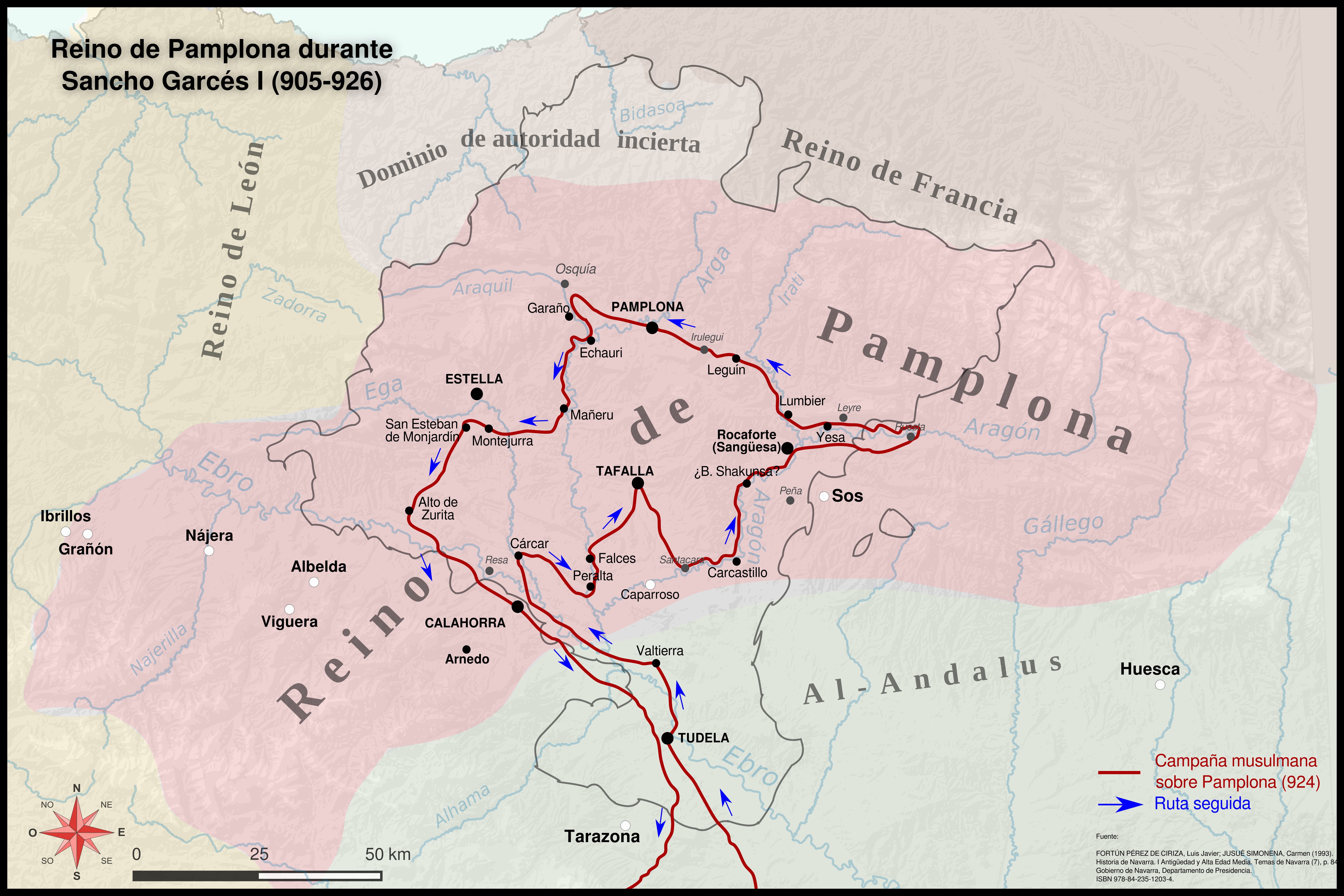
Reino de Pamplona a la muerte de Sancho Garcés I.

## Contexto histórico
Tras la expulsión de los musulmanes con la toma de Calahorra, el Monasterio de San Millán cuenta con la protección de los reyes de Pamplona. En el 959 es consagrada la iglesia de Suso y se cuenta con la seguridad suficiente para reemprender la tarea del scriptorium o escritorio, iniciado muy pronto por los monjes de San Millán. Obras de esta primera época son la Vida de San Millán, el himno O magne rerum, obras de San Braulio, y la misa y oficios, obras de San Eugenio, documentos copiados, según explica el investigador Joaquín Peña, con esmero a lo largo de los siglos en diversos códices.
El número de códices ilustrados y sobre todo la calidad de las miniaturas de alguno de ellos, como los Beatos, el Conciliar o la Exposición de los Psalmos, revelan la presencia en San Millán de un escritorio importante tanto para la cultura como para el arte de la miniatura altomedieval. El scriptorium de San Millán se distingue pronto por su actividad y curiosidad, recogiendo influencias y corrientes librarias con que enriquecer la librería monacal.
Este territorio del área occidental de la actual Rioja (el valle de Ojacastro y la zona alta de la propia Rioja) formaba parte del reino de Pamplona hasta 1076 que pasó a Castilla. Desde mediados del siglo X, se conoce allí un asentamiento de población vascona «que conlleva, entre otras manifestaciones, la expansión y proliferación del elemento lingüístico vascuence.» Ya Ramón Menéndez Pidal trazó por este territorio los límites de la presencia y uso de la lengua vasca «abarcaban desde la cuenca occidental del Omecillo hasta la desembocadura del Najerilla, con salientes hacia el este, en torno a Nájera (que quedaba fuera), y en el curso alto del Iregua». Manuel Alvar lo sintetizaba afirmando que «por los siglos IX y X, el río Najerilla fue el límite del vascuence».

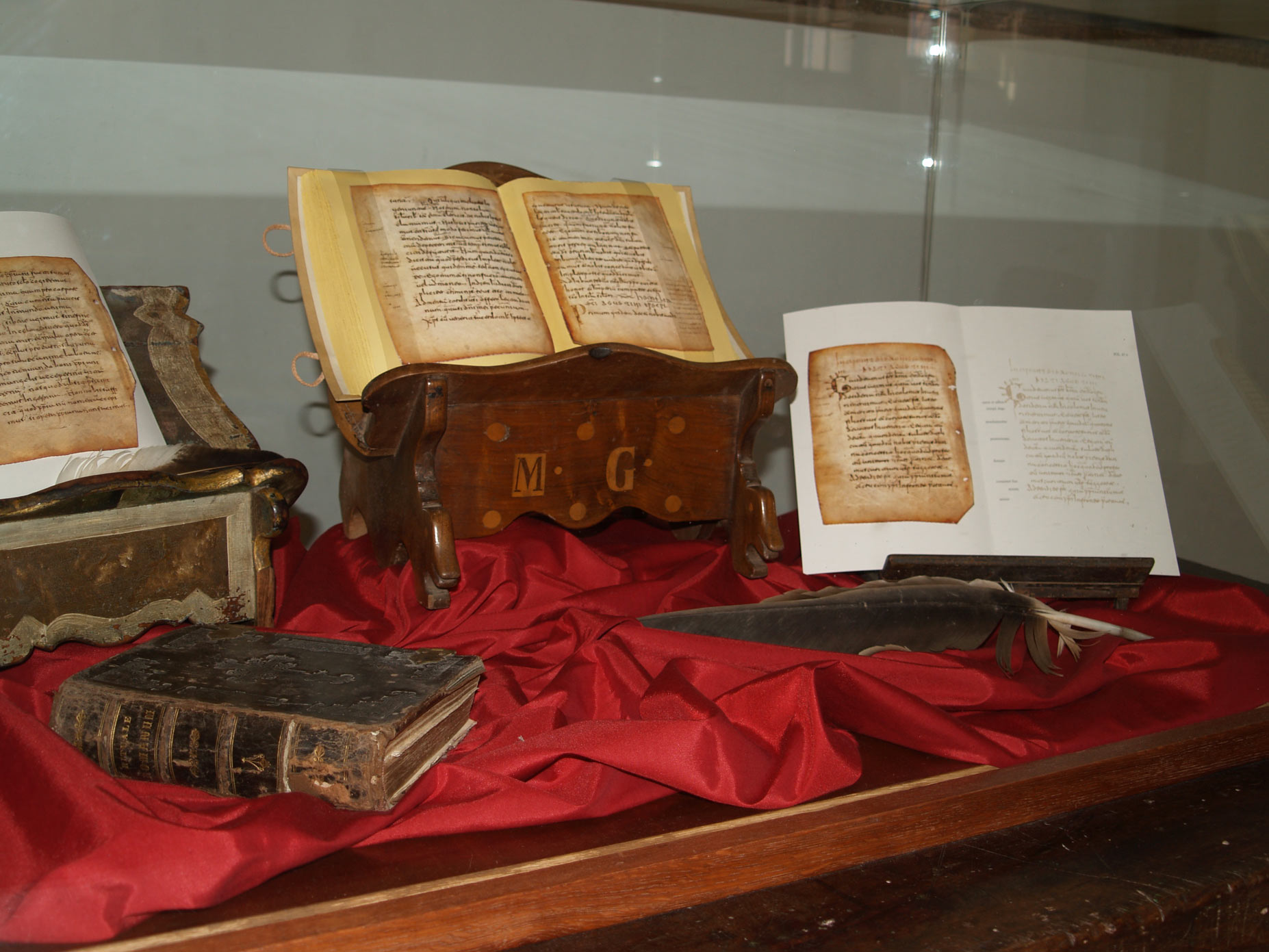
Reproducción facsímil del códice. Salón de los Reyes. Monasterio de San Millán de Yuso. La Rioja

## Estructura y contenido
Los 96 folios muestran un contenido complejo, «aunque no carece de cierta homogeneidad que le da su posible utilización en el oficio divino.» Salvo los primeros 28 folios, «todas las piezas son de carácter litúrgico: letanías, pasional, misa, oraciones y homilías.» El códice se estructura fundamentalmente en tres sectores a su vez desglosados según su contenido:
- Sector A (fols. 1v-28r): «Es una selección de la recensión extensa de Pascasio de Dumio[11] mezclada con secuencias de Pelagio y de san Martín de Braga».[12][13]
- Sector B (fols. 28v-50r):[14]
  1. Officium de letanías (fols. 28v-29r y 48v-50r);[15]
  2. Passio martyrum Cosmae et Damiani (fols. 29v-42r), es un texto intercalado;[16]
  3. Missa in diem sanctorum Cosmae et Damiani (fols. 42r-48v), es también un texto intercalado.[16]
- Sector C (fols. 50v-96v):[17]
  1. Orationes, (fols. 50v-54v);[16]
  2. Homiliae Toletanae, (fols. 55r-67r);[16]
  3. Sermones de Cesáreo de Arlés (fols. 67v-72r);[18]
  4. Homilía de San Agustín (fols. 72r-75v);[19]
  5. Sermones de Cesáreo de Arlés (fols. 75v-87r);[19]
  6. Sermones de San Agustín (fols. 87v-91r);[19]
  7. Sermones de Cesáreo de Arlés (fols. 91v-96v).[19]

Este manuscrito, en base a su contenido litúrgico de discreta importancia, alcanza un papel valioso y relevante por las 145 glosas y notas marginales (marginalia), presentes en los fols. 26v-28r, 64r-75v y 87r-89r, como testimonios escritos más primitivos conservados de lenguas iberorromances (dialecto riojano de romance navarro o navarroaragonés) y de un dialectal vascuence aún indeterminado.

## Descripción codicológica
Este manuscrito facticio, volumen en 8º, usa un pergamino de mediocre calidad, mal preparado, como soporte textual. Se presenta incompleto, en el principio y en el final, con unas dimensiones entre 190-195 mm de alto y entre 130-135 mm de ancho en los 96 folios. 
Escrito por más de una mano, los copistas usan un tipo de escritura visigótica libraria, redonda o sentada, mostrando unas letras capitales en colores (verde, rojo y marrón), «toscamente dibujadas».
También muestra tres marbetes: un «4», otro con «XVI T» y un tercero que dice:«Tratados místicos = el martirio de los santos Cosme y Damián y la misa.» Todos los folios, agrupados en 13 cuadernillos (cuaterniones y terniones), presentan una numeración arábiga moderna del 1 al 96, omitiendo folio entre el 25 y el 26.